# علاءالدین بایدار
علاءالدین بایدار (ترکی استانبولی: Alaattin Baydar; ۱۹۰۱ – ۱۳ ژوئیهٔ ۱۹۹۰) بازیکن فوتبال اهل ترکیه بود.
از باشگاه‌هایی که در آن بازی کرده‌است می‌توان به باشگاه فوتبال فنرباغچه اشاره کرد.
وی همچنین در تیم ملی فوتبال ترکیه بازی کرده‌است.